# إلميرا (مقاطعة تشيمونغ)
إلميرا (نيويورك) (بالإنجليزية: Elmira (town), New York) هي بلدة أمريكية تقع في الولايات المتحدة في مقاطعة تشيمونغ، نيويورك. يقدر عدد سكانها بـ 6,934 نسمة ومساحتها 58.5 كم2 وترتفع عن سطح البحر 359 متر.